# Porta de Jungària

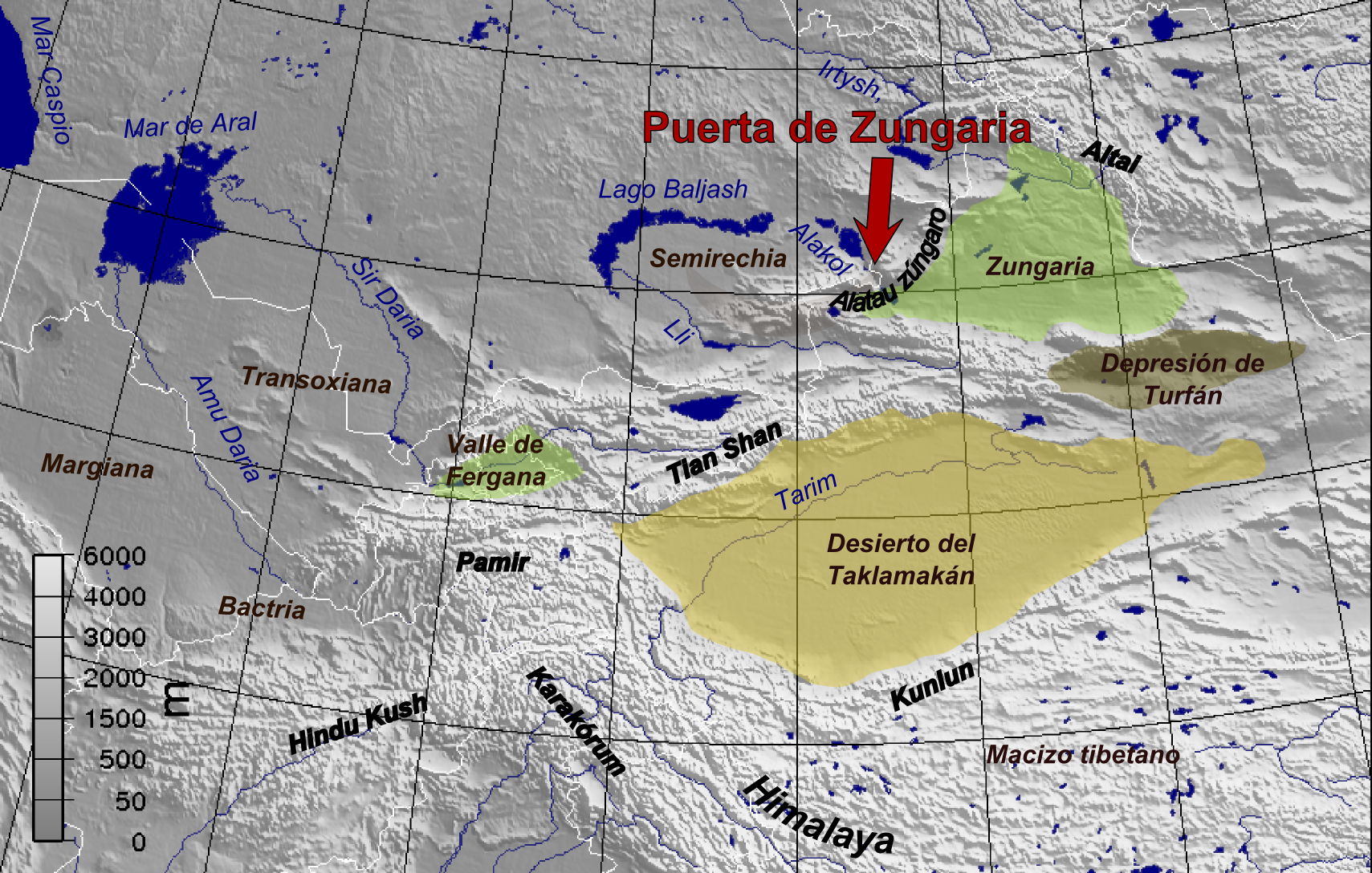
Ubicació de la Porta de Jungària

La Porta de Jungària, també coneguda com a Pas d'Alataw o Alashankou (en xinés: 阿拉山; en pinyin: Ālāshānkǒu), és un pas de muntanya fronterer situat entre la República Popular de la Xina (a Sinkiang), a l'est, i la República del Kazakhstan (província d'Almati), a l'oest.
Està situada al sud-est del llac Alakol, al costat kazakh, i al nord-oest del llac Aibi, al costat xinés. Com a pas fronterer per carretera i ferrocarril, connecta els dos estats. És el segon pas fronterer terrestre més gran de la Xina, després de Manzhouli, a la Mongòlia Interior.
La Porta de Jungària travessa les muntanyes (les d'Altai i les de Tian Shan), i permet el pas entre les dues bandes, i ha estat descrita com "l'única porta d'entrada a la llarga muralla de muntanya que s'estén entre Manxúria i Afganistan".
En Històries, Heròdot esmenta relats de viatgers sobre una terra al nord-est, en què els grius guardaven tresors d'or i hi vivia Bòreas, el déu dels vents del nord que agranaven Grècia.
Alguns autors, com ara Carl Ruck, J. D. P. Bolton, i Ildikó Lehtinen, han especulat que la terra esmentada per Heròdot era l'actual Jungària, i que l'origen dels grius mitològics fou el descobriment de fòssils de protoceratops, abundants a l'àrea, i que la mítica regió Hiperbòrea amb els seus habitants pacífics i civilitzats era l'antiga civilització xinesa.